# Andreas Schager
Répertoire
Répertoire du ténor dramatique, Richard Wagner, Richard Strauss, romantiques allemands.
Andreas Schager est un ténor d'opéra autrichien né le 14 septembre 1971 à Rohrbach an der Gölsen, en Autriche. Sous son vrai nom« Schagerl », il a d'abord chanté le répertoire de l'opérette allemande et autrichienne avant d'aborder, à la quarantaine, le répertoire de Heldentenor (« ténor héroïque »), Wagner et Strauss.

## Débuts
Andreas Schager est d'abord membre de la Wienersingakademie puis fait ses études à l'Académie de musique et des arts du spectacle de Vienne où son professeur est Walter Moore. Ses débuts sur scène ont lieu au Schlosstheater de Schönbrunn, dans Così fan tutte où il incarne Ferrando en 1998, alors qu'il n'a pas terminé encore son cursus. Il est ensuite engagé au Theater Krefeld und Mönchengladbach, comme ténor d'opérette et va y développer son sens de la scène en interprétant des rôles de ténor léger dans les œuvres de Johann Strauss, ou d'Offenbach.
Il aborde à la même époque les rôles de ténor mozartien, notamment Tamino (La Flûte enchantée), Don Ottavio (Don Giovanni) et commence à se faire connaître notamment au Teatro comunale de Bologne, puis à l’Alte Oper de Francfort et même au Canadian Opera Company de Toronto.

## Heldentenor
Il aborde ce qui va ensuite faire l'essentiel de sa carrière, les opéras de Richard Wagner. Il est engagé par le chef d'orchestre Gustav Kuhn au festival d'Erl qu'il a fondé dans le Tyrol autrichien, en Steuermann dans Der fliegende Holländer en 2010 puis en David dans Die Meistersinger von Nürnberg en 2011.
Il change alors son nom en retirant le "l" final pour s'assurer la carrière internationale qui débute alors, la terminaison autrichienne -erl étant trop difficile à prononcer en dehors de l'Autriche.
Andreas Schager poursuit sa carrière avec des rôles emblématiques du romantisme allemand comme Max dans Der Freischutz et Florestan de Fidelio avant d'aborder peu à peu, et sur des scènes de plus en plus importantes, les rôles de ténor dramatique ou Heldentenor dans les ouvrages de Richard Wagner et de Richard Strauss.
En juin 2011, il interprète le rôle-titre de l'opéra de jeunesse de Wagner, Rienzi, au théâtre de Meiningen, rôle qu'il reprend en version concert en mai 2012 au Teatro Real de Madrid, aux côtés d'Anja Kampe. Il aborde alors de nombreux rôles wagnériens sur des scènes de second rang en Allemagne et en Autriche, parmi lesquels Tannhäuser, Erik (Der fliegende Holländer), Siegmund (La Walkyrie), et les deux Siegfried (Siegfried et Crépuscule des dieux).
Mais c'est en avril 2013 que sa notoriété dépasse vraiment les frontières du monde germanophone, quand il doit remplacer à la dernière minute, son collègue le ténor canadien Lance Ryan, qui ne s'est pas présenté pour le premier acte de Siegfried. Daniel Barenboim, qui dirige le cycle complet du Ring au Staatsoper de Berlin, dans une nouvelle production de Guy Cassiers, demande alors à Andreas Schager, programmé dans La Flûte enchantée plus tard dans la soirée à la Philharmonie de Berlin, de chanter sur le côté de la scène tout l'acte I de Siegfried. Lance Ryan, arrivé entretemps, reprend sa place pour les actes II et III. La performance de Schager est ainsi soulignée : « So vocally effective was Schager that Daniel Barenboim brought him on for a special curtain call at the end of the act, and the audience roared their appreciation. » Dans le cadre de ce cycle du Ring, trois jours plus tard, Andreas Schager, qui remplace alors Ian Storey initialement annoncé, est l'interprète de Siegfried dans Götterdämmerung à nouveau remarqué : « Schager’s Siegfried was of the here and now, dramatically committed. » Après cet éclairage d'importance, ses engagements se multiplient, cette fois dans les grandes maisons.
Rapidement il devient un Heldentenor de référence. Ainsi en 2015, dans la production de Calixto Bieito, au Vlaamse Opera, la critique met en exergue le triomphe du ténor : « Madness and civilisation: Andreas Schager triumphs in Bieito's Tannhäuser. » Il reprend régulièrement ce rôle, comme en 2017 au Deutsche Oper de Berlin et à nouveau, sa performance impressionne : « Le ténor autrichien Andreas Schager triomphe de toutes les difficultés de l’écrasant rôle-titre avec une facilité déconcertante, narrant le Voyage à Rome avec une voix aussi fraîche qu’il a commencé ses Invocations à Vénus. »
Daniel Barenboim l'engage à nouveau au Staatsoper de Berlin en avril 2015 dans la nouvelle production de Parsifal par Dmitri Tcherniakov, aux côtés d'Anja Kampe et de René Pape,, l'une des représentations sera captée pour un DVD et toujours au Staatsoper de Berlin, la même année 2015, il incarne Erik (Der fliegende Holländer) dans la mise en scène de Philipp Stölzl, aux côtés du Hollandais de Michael Volle et de la Senta de Camilla Nylund.
Ses premiers pas en France se font à Toulouse où il incarne Apollon dans le Daphné de Richard Strauss en 2014. En avril 2016, il fait ses débuts à Paris, à la Philharmonie, sous la direction de Philippe Jordan avec l'orchestre de l'Opéra de Paris, en remplacement de Stuart Skelton dans les Gurre-Lieder de Arnold Schönberg,. Toujours sous la direction de Philippe Jordan,'il est successivement Parsifal dans la nouvelle production de Richard Jones en avril 2018 à l'Opéra de Paris puis Tristan dans la reprise de la mise en scène de Peter Sellars, en septembre 2018, rôle où il s'était illustré également au Staatsoper de Berlin quelques mois auparavant dans la mise en scène de Dmitri Tcherniakov.
Il fait également ses débuts dans les grands festivals durant l'été 2016. En juillet, c'est Jonas Kaufmann qu'il remplace en Siegmund, pour la deuxième représentation de La Walkyrie au festival de Baden Baden, sous la direction de Valery Gergiev avec l'orchestre du Mariinsky.
Le même été 2016, il chante pour la première fois au festival de Bayreuth, incarnant Parsifal pour un soir en remplacement de Klaus Florian Vogt, dans la nouvelle production de Uwe Eric Laufenberg puis le rôle d'Erik  dans Der fliegende Holländer, pour la dernière année de la production de Jan Philipp Gloger, en septembre 2016. En 2017 puis 2018 et en 2019, il retourne au festival de Bayreuth cette fois pour toutes les représentations de Parsifal. Devenu un fidèle de Bayreuth, il participe à une ou deux productions chaque été depuis lors. En 2022 et 2023, il est Siegfried dans Siegfried et dans Le Crépuscule des Dieux pour la nouvelle production du Ring par Valentin Schwarz. En 2024, il est Tristan dans la nouvelle production de Thorliefur Örn Arnarsson et connait quelques difficultés vocales lors des premières représentations,,.
Il endosse également le costume du chevalier au cygne en chantant le rôle-titre de Lohengrin, le rôle le plus lyrique des héros de Wagner, pour lequel il fait sa prise de rôle en 2018 au Staatsoper de Vienne, dans l'une de ses années les plus chargées puisque, comme le souligne le critique de Forum Opéra, « [e]n six mois, trois séries de Parsifal (Berlin, Paris, Bayreuth), deux de Tristan (Berlin, Paris), un Max du Freischütz pour le plaisir. Pour les six prochains : deux fois les deux Siegfried (à Hambourg et à New York), un Tannhäuser, deux Strauss (dont une prise de rôle), et encore un Tristan. Au milieu de ce tourbillon, voilà l’Autrichien à la maison pour sa prise de rôle dans Lohengrin »
Les deux Siegfried restent cependant les rôles wagnériens qu'il fréquente le plus souvent et où il est devenu presque incontournable, comme le souligne le critique de Forum Opéra : « A commencer par le Siegfried d’Andreas Schager […]. Et on voit mal qui pourrait lui disputer la prééminence actuellement dans le rôle, tant son instrument déborde de vitalité, avec l’ampleur d’un vrai heldentenor et des aigus bien en place ». Il s'y fait successivement remarquer à l'opéra de Hambourg en novembre 2018 sous la direction de Kent Nagano, au Metropolitan Opéra de New York, où il fait ses débuts, en 2019, puis dans la version concert, donné sans public à cause des restrictions dues au Covid, à l'Opéra de Paris en décembre 2020, puis au festival de Bayreuth en juillet 2022, enfin au Staatsoper de Berlin dans la nouvelle mise en scène de Dmitri Tcherniakov en novembre 2022.
Andreas Schager aborde quelques autres rôles comme l'empereur dans Die Frau ohne Schatten en octobre 2019 au Wiener Staatsoper, Samson en décembre 2021 au Staatsoper de Berlin, Bacchus dans Ariadne auf Naxos en mars 2023 à l'Opéra de Munich et retourne même à l'opérette avec deux prestations dans  Die Fledermaus, en décembre 2018 à la Staatskapelle  Dresden où il est Alfred aux côtés du Eisenstein de Jonas Kaufmann, sous la direction de Franz Welser-Möst pour le concert du Nouvel an, puis Eisenstein au Wiener Staatsoper en 2022 sous la direction de Bertrand De Billy. Il est également Midas dans le pénultième opéra de Richard Strauss, Der Liebe der Danae (en) mise en scène par Claus Guth à l'Opéra de Munich en mars 2025

## Discographie et vidéographie
- Der Freischütz (Weber) - Lise Davidsen, Andreas Schager, Sofia Fomina, Alan Held, MDR Leipzig Radio Choir*, Frankfurt Radio Symphony*, Marek Janowski - CD Penta Tone - 2019.
- Tristan et Isolde (Wagner ) : dans la mise en scène de Dmitri Tcherniakov avec la Staatskapelle de Berlin, dirigée par Daniel Barenboim. Et : Andreas Schager, Anja Kampe, Stephen Milling, Ekaterina Gubanova, DVD Bel Air.
- Parsifal (Wagner) : dans la mise en scène de Dmitri Tcherniakov avec la Staatskapelle de Berlin, dirigée par Daniel Barenboim. Et : Andreas Schager, Anja Kampe, René Pape, Wolfgang Koch, DVD Bel Air.
- Parsifal - avec Amfortas: Derek Welton, Titurel: Tobias Kehrer, Gurnemanz: Georg Zeppenfeld (en) Parsifal: Andreas Schager, Klingsor: Jordan Shanahan, Kundry: Elīna Garanča et le Bayreuth Festival Orchestra et le Bayreuth Festival Chorus sous la direction de Pablo Heras-Casado, mise en scène de Jay Scheib - CD et DVD du Festival de Bayreuth - Deutsche Grammophon - 2024